# Pietrele Boghii
Pietrele Boghii alcătuiesc o arie protejată de interes național ce corespunde categoriei a IV-a IUCN (rezervație naturală de tip mixt), situată în nord-vestul Transilvaniei, pe teritoriul județului Bihor.

## Localizare
Aria naturală se află în extremitatea sud-estică a județului Bihor (în ramura nordică a Munților Bihorului, grupă montană a Apusenilor ce aparține lanțului carpatic al Occidentalilor), pe teritoriul administrativ al comunei Pietroasa, aproape de drumul județean DJ763, care leagă satul Pietroasa de Chișcău.

## Descriere
Rezervația naturală cu o suprafață de 38,40 hectare a fost declarată arie protejată prin Legea Nr.5 din 6 martie 2000 (privind aprobarea Planului de amenajare a teritoriului național - Secțiunea a III-a - zone protejate, publicată în Monitorul Oficial al României, Nr.152 din 12 aprilie 2000) și se suprapune ariei de protecție specială avifaunistică - Munții Apuseni - Vlădeasa.
Rezervația naturală Pietrele Boghii reprezintă unul dintre marile abrupturi ale Munților Bihorului (creasta principală a acestora), un peisaj cu stâncării, pășuni cu o vegetație diversă, păduri, asociații floristice specifice etajului subalpin, văii, cheiuri, peșteri, și o faună variată în specii de mamifere (căprioară, lup, vulpe, jder, iepure, etc.), păsări și reptile.

## Obiective turistice aflate în vecinătate
- Biserica de lemn „Pogorârea Sf. Gheorghe” din Cociuba Mică, lăcaș de cult (ridicat în secolul al XVIII-lea) aflat pe lista monumentelor istorice sub codul LMI BH-II-m-B-01136.
- Biserica de lemn „Sf.Dimitrie” din Fânațe, construcție 1796, monument istoric (cod LMI BH-II-m-A-01145).
- Barajul Leșu și zona turistică Padiș.
- Rezervațiile naturale: Avenul Borțigului, Complexul Carstic din Valea Ponorului, Fâneața Izvoarelor Crișul Pietros, Groapa Ruginoasa - Valea Seacă, Molhașurile din Valea Izbucelor, Groapa de la Bârsa, Pietrele Galbenei, Piatra Bulzului, Poiana Florilor, Platoul Carstic Padiș, Platoul Carstic Lumea Pierdută, Peștera lui Micula, Peștera Urșilor, Săritoarea Bohodeiului, Valea Galbenei și Vârful Biserica Moțului.

## Galerie

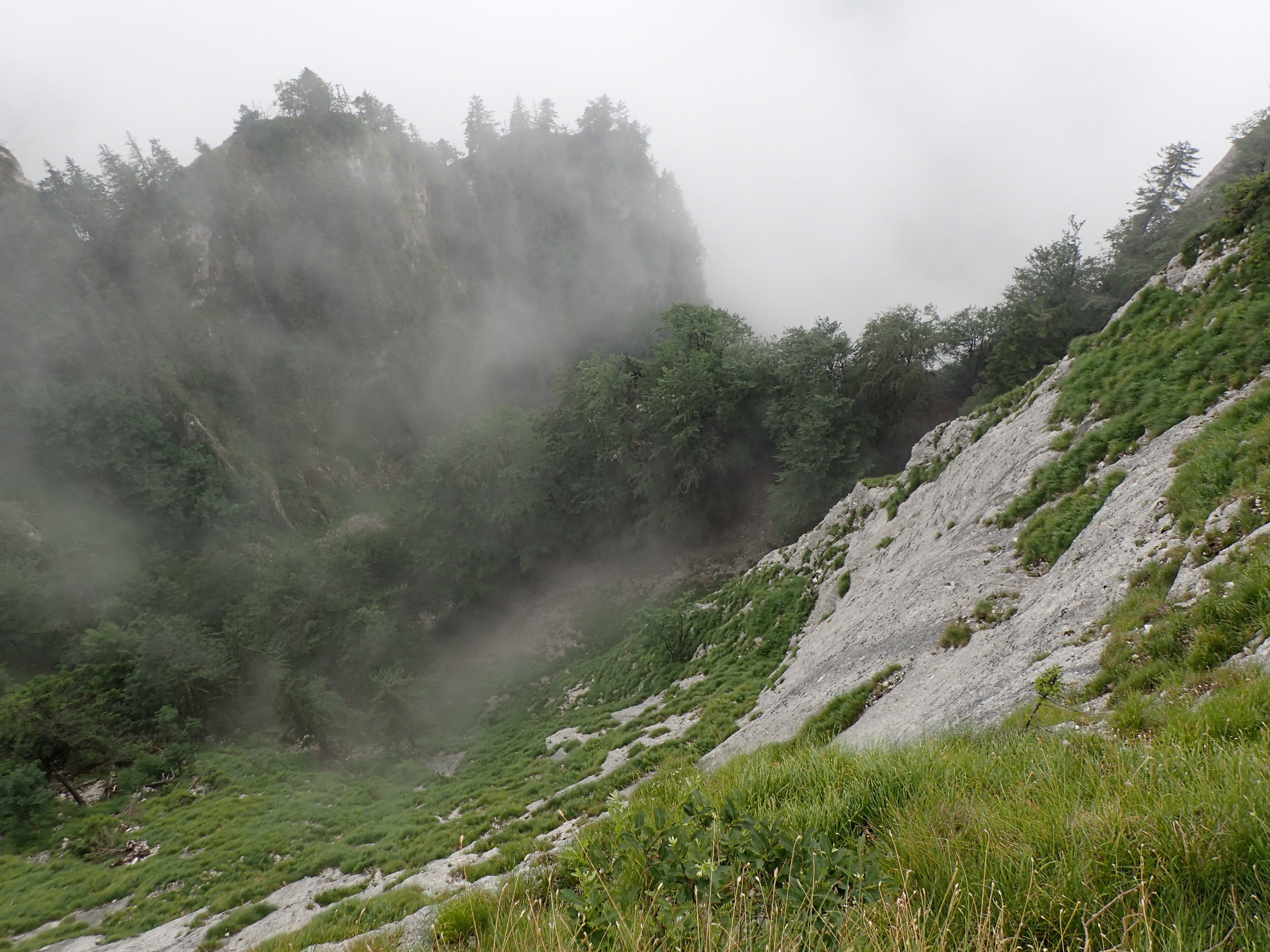
Pietrele Boghii în ceață
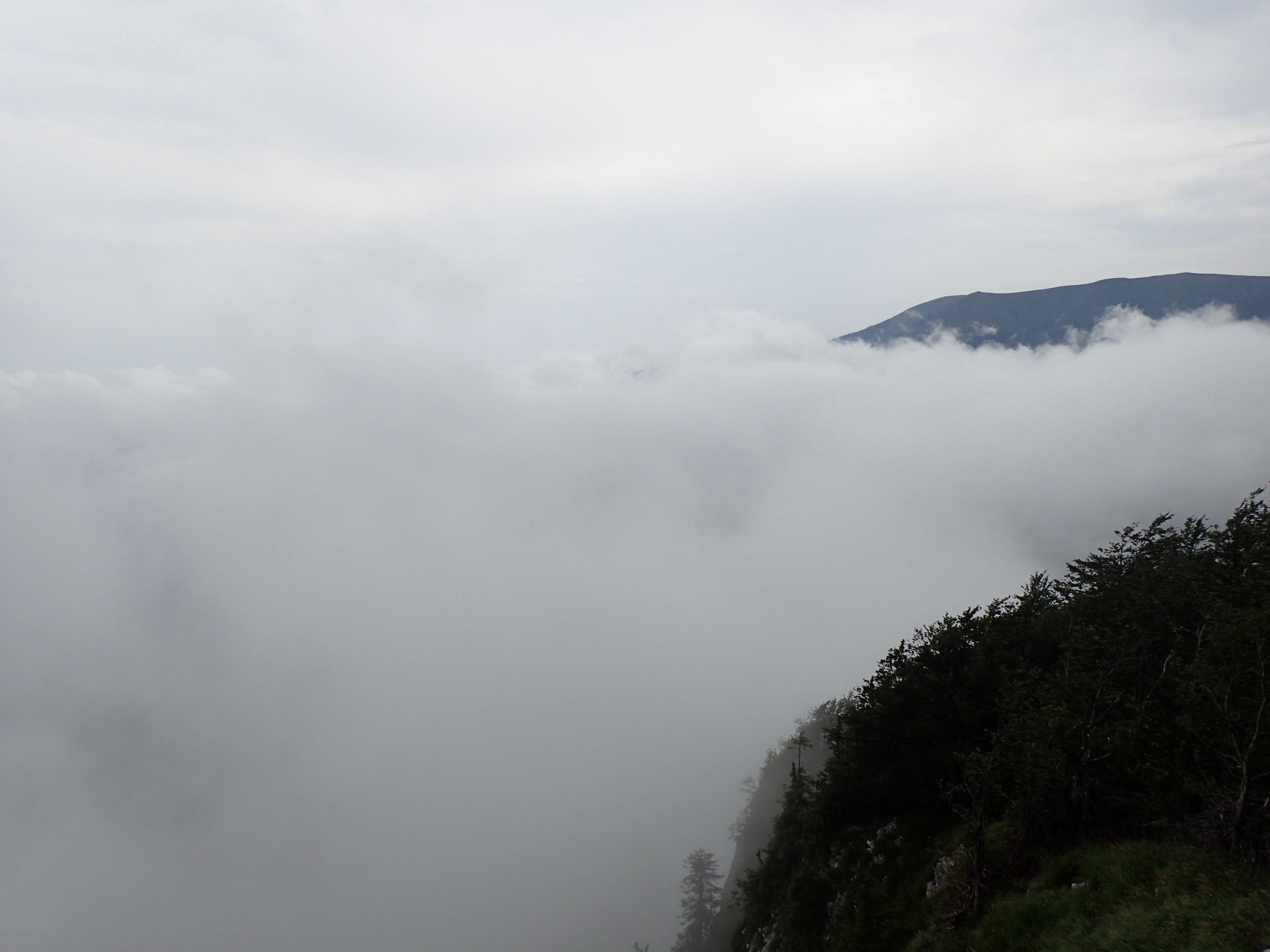
Nori peste Pietrele Boghii
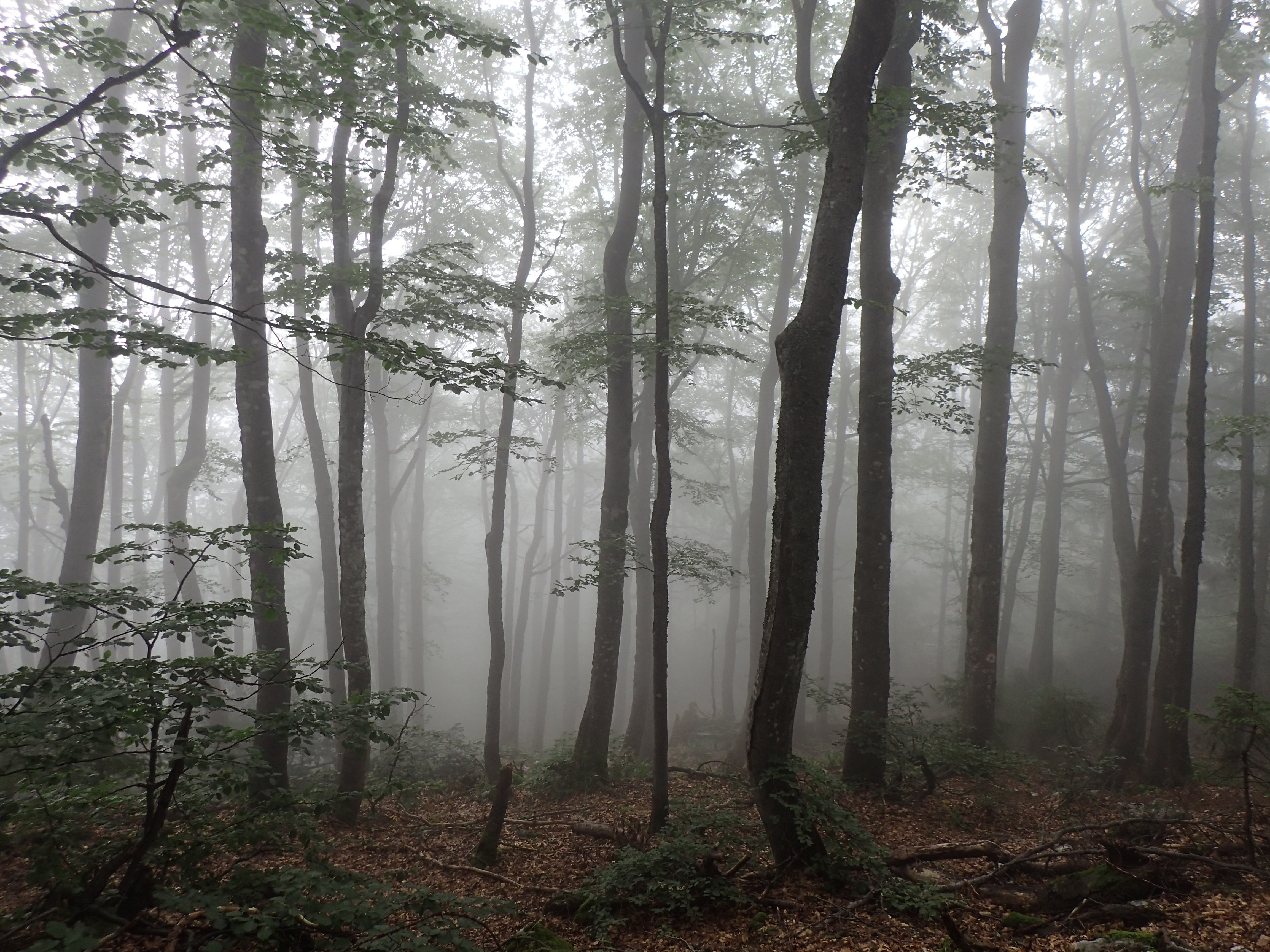
Ceață în pădurea din apropiere
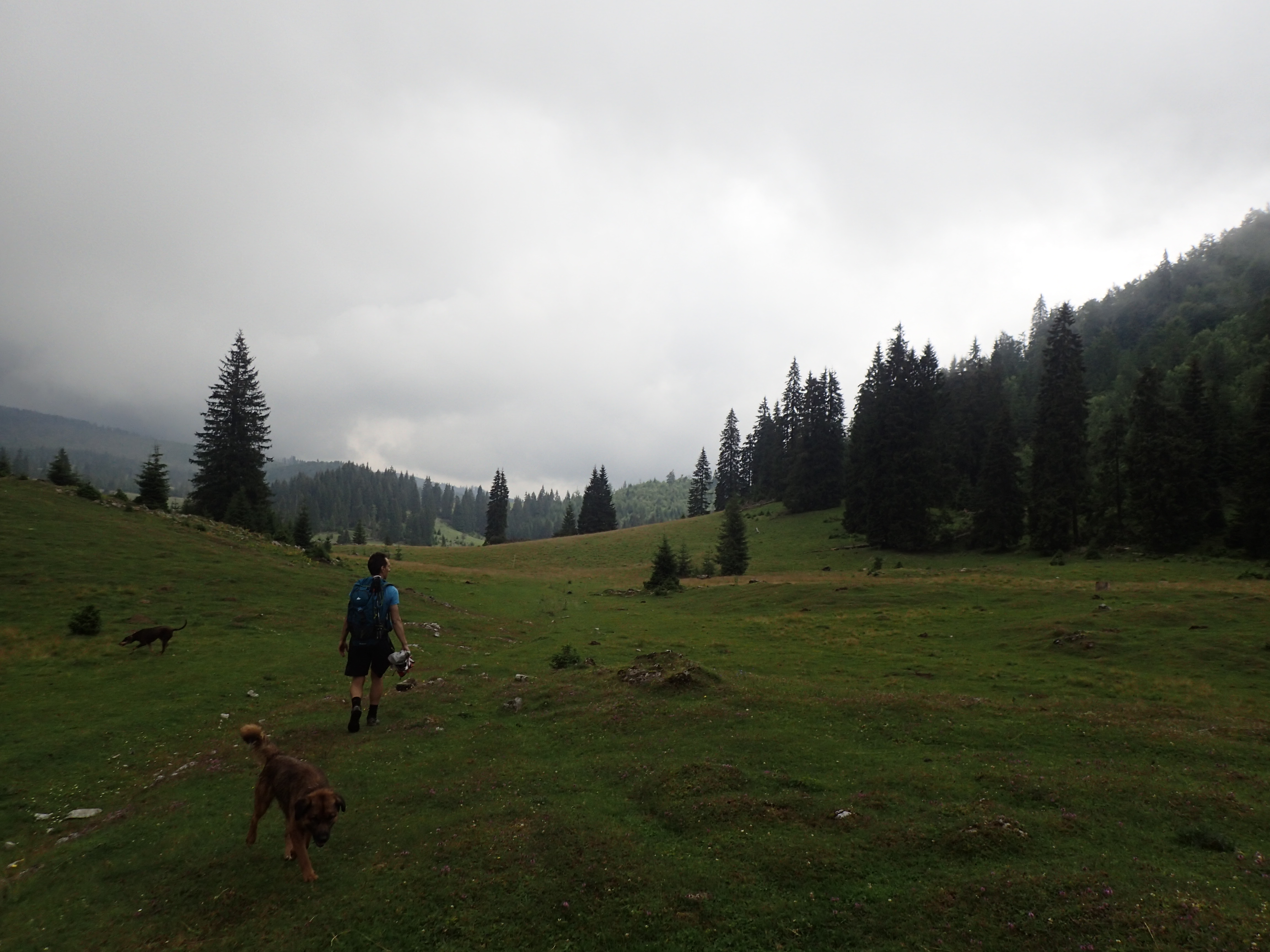
Poiana Vărășoaia, lângă Pietrele Boghii
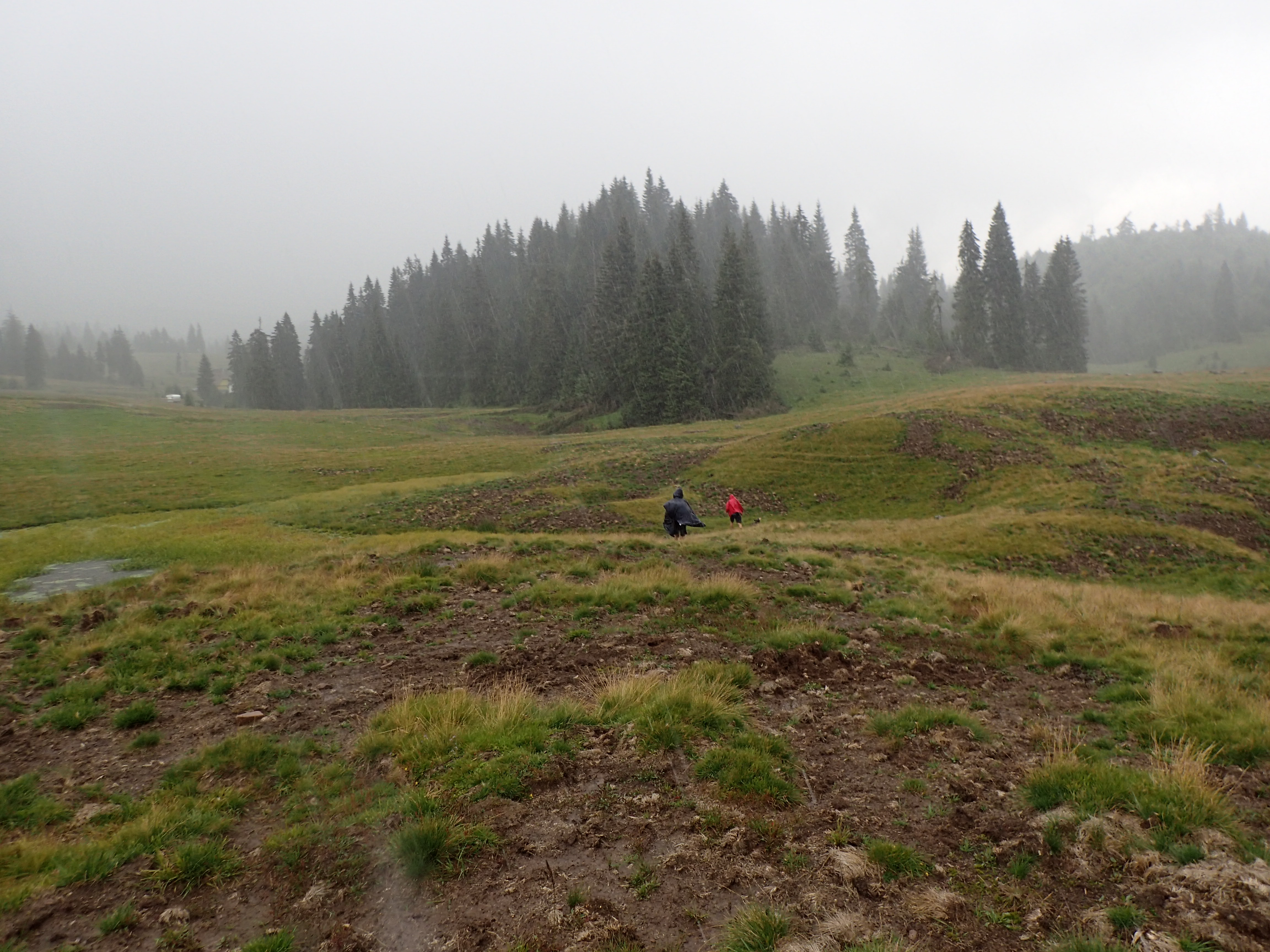
Ploaie de vară în Poiana Vărășoaia